# Geo Bogza
Geo Bogza, tulajdonképpen Gheorghe Bogza (Blejoi, 1908. február 6. – Bukarest, 1993. szeptember 14.) román avantgárd kommunista író, költő, teoretikus, újságíró.

## Életútja
Az első és második világháború közötti időszakban a legjelentősebb román szürrealista költő volt. Lázadó versei (1929-ben Szexnapló címmel adott ki verseskötetet) kihívták a hatalom haragját és háromszor is (1930, 1933, 1937) bebörtönözték obszcenitás miatt. Elbeszéléseiben, riportjaiban is élesen támadta a korabeli román társadalmat. Aktívan részt vett az irodalmi életen belüli, az idősek és fiatalok, a baloldaliak és a szélsőjobb közötti küzdelmekben.
A kommunista hatalomátvétel után a szocialista realizmus stílusában alkotott. Tájképfestő írásai, a dolgozók életét bemutató novellái a legjelentősebb román írók közé emelték. Tehetségét eleinte a hatalom szolgálatába állította, de később óvatosan kritizálni kezdte a rendszert, különösen Nicolae Ceaușescu hatalomra kerülése után, és így a „disszidensek” közé került.
Egyik vezetője volt a Romániai Írószövetségnek és tagja a Román Akadémiának.
Testvére, Radu Tudoran (Nicolae Bogza), maga is író volt.

## Magyarul
- A hősköltemény kezdete. Riportok; ford. Kolozsvári Grandpierre Emil; Szépirodalmi, Bp., 1952
- Hazai táj; ford. Jánosházi György; Ifjúsági, Bukarest, 1954
- Válogatott írások; ford., utószó Jánosházy György; Irodalmi és Művészeti, Bukarest, 1958
- Harminckét másodperc megrázkódtatja a világot; ford. Korda István; Ifjúsági, Bukarest, 1961
- Orion. Költemények; vál., ford. Király László; Kriterion, Bukarest, 1981
- Szeizmográf. Publicisztikai írások; vál., ford. Papp Ferenc; Kriterion, Bukarest, 1987

## Fordítás
- Ez a szócikk részben vagy egészben a Geo Bogza című angol Wikipédia-szócikk ezen változatának fordításán alapul.  Az eredeti cikk szerkesztőit annak laptörténete sorolja fel. Ez a jelzés csupán a megfogalmazás eredetét és a szerzői jogokat jelzi, nem szolgál a cikkben szereplő információk forrásmegjelöléseként.